# Польский квартет Здзислава Янке
Польский квартет (пол. Kwartet Polski) — польский струнный квартет, основанный скрипачом Здзиславом Янке в Варшаве в 1920 г. Был известен своей неустанной пропагандой польской музыки: в репертуаре квартета было около 50 сочинений польских композиторов. Просуществовал до 1948 г.

## Состав
Первая скрипка:
- Здзислав Янке

Вторая скрипка:
- Тадеуш Гонет
- Владислав Витковский

Альт:
- Тадеуш Шульц
- Ян Раковский

Виолончель:
- Дезидериуш Данчовский